# Реплісома
Реплісома — багатобілковий комплекс, за допомогою якого проходить реплікація ДНК бактерій, складність якого змінюється залежно від організму. Реплісома Escherichia coli складається з двох ДНК-полімераз III (Pol III), кожна з яких складається з трьох субодиниць: одна з полімеразною активністю, одна із здатністю виправлення помилок і одна, яка регулює цю активність. Мутації до цих субодиниць часто летальні, оскільки реплікація — істотна функція, яку кожна клітина повинна здійснювати перед поділом. Кожен білок в реплісомі має як назву за своєю функцією або власну назву (наприклад, геліказа або θ), так і назву гену, який його кодує (наприклад dnaB і dnaQ, відповідно). Метою цих субодиниць або білків є швидка і точна реплікація ДНК.